# Mahuia Rapid
Die Mahuia Rapid ist eine Stromschnelle nordwestlich der Ortschaft Whakapapa Village im Tongariro-Nationalpark in der Region Manawatū-Whanganui auf der Nordinsel Neuseelands. Sie liegt in Nachbarschaft zu den Matariki Falls und den Toakakura Falls im Lauf des Whakapapanui Stream.
Der New Zealand State Highway 47 von Ketetahi nach National Park quert den Whakapapanui Stream an der hier beschriebenen Stromschnelle.